# Tyrgils Klemensson (Färla)
Tyrgils Klemensson (Färla, Tyrgils Klemenssons ätt), född på 1200-talet, död på 1340-talet, var en svensk riddare.

## Biografi
Tyrgils Klemensson (Färla, Tyrgils Klemenssons ätt) nämns första gången 1302 och blev mellan 1302–1310 riddare. Han avled mellan 1340–1342.

### Egendom
Tyrgils Klemensson ägde jord i Danderyds skeppslag och Färentuna härad i Uppland, i Svartlösa härad i Södermanland, i Fellingsbro härad och Åkerbo härad i Västmanland och i Vista härad i Småland.

### Familj
Tyrgils Klemensson var gift med Ingrid Nilsdotter (död senast 1351), dotter till Nils Kettilsson (Bielke). De fick tillsammans barnen riddaren Nils Tyrgilsson (Färla), munken Klemens Tyrgilsson i Eskilstuna johanniterkloster, Gunhild Tyrgilsdotter som var gift med Ofrad Leksson (kvadrerad sköld) och kaniken Magnus Tyrgilsson i Uppsala.